# 鈴木正 (競馬)
鈴木 正（すずき ただし、1961年9月12日 - ）は、東京都出身の元騎手（地方・名古屋→宇都宮所属）。

## 経歴
1979年6月21日の名古屋第10競走・ダイシンサンド（10頭中8着）で初騎乗を果たし、8月10日の名古屋第7競走・ウルガンで初勝利を挙げる。
名古屋時代はそれほど勝てず、7年目に宇都宮へ移籍し、リーディング上位に定着し、重賞も数多く勝った。
1993年8月11日には1000勝、1998年12月12日には1500勝を達成し、1998年から2001年にはホマレスターライツとのコンビで活躍。4戦目の足利でのレコードタイムで勝った3歳戦から連勝が始まり、4歳となった1999年も初戦の4歳選抜戦から連勝を継続。華厳賞で優勝して14連勝となり、園田の楠賞全日本アラブ優駿ではワシュウジョージに1馬身差を付けて15連勝で日本一を獲得。地元に帰って初戦の胡蝶特別では1分35秒7のレコード勝ちで16連勝を記録したが、続く8月8日の天の川特別では2着に終わって連勝は16でストップ。その後は水沢の北日本アラブ優駿を制し、とちぎアラブ王冠では北日本アラブ優駿4着のイーシーキングと再び対戦。ホマレスターライツはスタート直後に躓いて致命的なほど遅れたが、遅れをすぐに挽回し、2コーナー手前で外に出すと、じわじわとポジションを上げる。仕掛けてからは先行各馬を見る見る内に交わしていき、逃げるイーシーキングに迫ろうとすると、イーシーキングもまたスパートをかけ、2頭の後ろは離れる一方となる。直線では懸命の逃げ込みを図るイーシーキングをホマレスターライツが手応え十分で3/4馬身捕らえ切ってゴールし、3着を3秒6ちぎってのレコード決着という衝撃的なレース内容に、場内は一種異様な空気に包まれた。その後は北関東アラブチャンピオンも制し、とちぎアラブ大賞典でも56kgを背負って52kgのイーシーキングを完封。2000年には栃木のアラブ競走廃止に伴い福山に移籍したが、鈴木は栃木時代の全レースに騎乗した。
1999年と2000年には中央から移籍してきたリンドシェーバー産駒キングフィーバーで活躍し、1999年は足利のばん阿賞で重賞初勝利を挙げると、続くとちぎ大賞典ではブライアンズロマンの5連覇を阻み、2000年には足利の太平記記念ではベラミロードの兄イヴニングスキーを抑えて重賞2勝目を挙げる。
2001年からはトウショウゼウスで活躍し、11月3日の福島第9競走秋明菊賞では逃げて5着に粘り、かもしか賞で重賞初勝利を達成。2002年には北関東皐月賞などに勝って北関東の中心的存在となり、2003年には宇都宮記念を制した。
2001年の第1回とちぎマロニエカップではイヴニングスキーで中央のビーマイナカヤマ・ノボジャック・ワシントンカラーに次ぐ地元勢最先着の5着に入り、イヴニングスキー・ベラミロード兄妹が出走したとちぎ大賞典を6番人気のナルシスゼットオーで制す。
2002年12月31日には宇都宮第7競走2歳選抜・ビジンビジンで2000勝を達成し、とちぎ大賞典ではハイコンプリートで2着に6馬身差の圧勝で自身は連覇を達成。
2005年はハイコンプリートで圧倒的人気に応えて織姫賞を制したのが最後の重賞勝利、2月22日の宇都宮第9競走光徳賞・マルターズイエラが最後の勝利となった。
最後の日となった2005年3月14日は5鞍に騎乗し、最後の騎乗となった平成16年度とちぎ大賞典はハイコンプリートで途中から先頭に立って3着に粘った。
廃止後は南関東に移籍できるなら行きたいとは思ったが、年齢制限があって移籍できず、現役を引退。
一般の仕事に少し憧れのようなものがあった鈴木は、県が競馬場内に設けた再就職相談窓口を訪ねると、担当者から「鈴木さんはサービス業が合いますよ」と言われて結婚式場の仕事を紹介される。面接を受けたら採用してくれることになったが、手取り13万円という額を提示され、収入の厳しさから断念。
改めて再就職先を求めて競馬場事務所に出入りしていたところ、県内の牧場で乗れる人を探しているという話を聞き、行ったところ即採用される。
2011年初頭には船橋・川島正行調教師から電話で依頼を受け、フリオーソの追い切りを担当し、フリオーソはフェブラリーステークスで猛然と追い込んで2着に入った。
現在は茨城県の牧場へ移り、休養に来た競走馬を鍛え直し、力をつけて送り出している。

## 通算成績
- 15630戦2314勝（重賞53勝）　勝率14.8%、連対率27.7%

### 主な騎乗馬
斜体は地方全国交流競走。
- クリスタルセイザー（1983年アラブスプリンターカップ【笠松】）
- シビルアイバー（1985年師走特別）
- ハシモトキング（1990年しもつけ弥生賞、しもつけさつき賞、とちぎダービー）
- ウイニングハンター（1990年マロニエ杯アラブ優駿、日刊スポーツ新聞社杯）
- クライブワン（1991年おおるり賞、1992年華厳賞、朝顔賞）
- キングトライ（1995年とちぎアラブ王冠、北関東アラブチャンピオン、とちぎアラブ大賞典）
- ナイスアタック（1995年おおるり賞、1996年北関東アラブチャンピオン、1997年高崎観音賞）
- アイコマシルバー（1997年しもつけ菊花賞）
- ホマレスターライツ（1999年楠賞全日本アラブ優駿・北日本アラブ優駿・とちぎアラブ王冠・北関東アラブチャンピオン・とちぎアラブ大賞典）
- キングフィーバー（1999年ばん阿賞・とちぎ大賞典、2000年太平記記念）
- トウショウゼウス（2001年かもしか賞、2002年春蘭特別・北関東皐月賞、2003年尊氏賞・カネユタカオー記念・穂の香賞・宇都宮記念・とちぎスプリンターズ天馬杯）
- ナルシスゼットオー（2001年とちぎ大賞典）
- ハイコンプリート（2002年とちぎ大賞典、2003年・2004年春光賞、2005年織姫賞）